# 特洛伊 (明尼蘇達州)
特洛伊（英語：Troy）是位於美國明尼蘇達州威諾納縣薩拉托加鎮區的一個非建制地區。

## 歷史
特洛伊的郵局於1858年設立，其後於1905年停運。此地得名自紐約州的特洛伊。

## 地理
特洛伊所處的海拔為高於海平面314米（即1030英呎），而該地所採用的時區為UTC-6，即北美中部時區（CST）。同時該地設有夏令時間，為UTC-6調快一小時，即UTC-5（CDT）。